# Heterogamus
Heterogamus is een geslacht van insecten uit de orde vliesvleugeligen (Hymenoptera) en de familie schildwespen (Braconidae).

## Soorten
Deze lijst van 20 stuks is mogelijk niet compleet.
- H. albigenus (Chen & He, 1997)
- H. crassinervis (Chen & He, 1997)
- H. crepidigera Enderlein, 1920
- H. cricocera Enderlein, 1920
- H. cycnus (Tenma, 1997)
- H. chloroticus (Shestakov, 1940)
- H. dispar (Haliday, 1833)
- H. excavatus Telenga, 1941
- H. fasciatipennis Ashmead, 1906
- H. maculicosta Enderlein, 1920
- H. naevius (Chen & He, 1997)
- H. oculatus (Szepligeti, 1900)
- H. pallidinervis (Cameron, 1910)
- H. percurrens (Lyle, 1921)
- H. scriptipennis Enderlein, 1920
- H. takasuae (van Achterberg, 1985)
- H. tatianae Telenga, 1941
- H. tenuis (Tenma, 1997)
- H. testaceus Telenga, 1941
- H. triangularis (Chen & He, 1997)